# Xi1 Centauri
Xi1 Centauri, latinizado de ξ1 Centauri, es una estrella solitaria en la constelación del sur de Centaurus. Es visible a simple vista con una magnitud visual aparente de +4,83. Con un desplazamiento de paralaje anual de 14.79, se encuentra a unos 221 años luz del Sol. A esa distancia, la magnitud visual aparente de la estrella se ve disminuida por un factor de extinción interestelar de 0,10 debido al polvo que interviene. A solo 17 minutos de arco al este de Xi1 Centauri se encuentra la galaxia NGC 4945.
Se trata de una estrella de la secuencia principal de tipo A con una clasificación estelar de A0 V. Tiene unos 125 millones de años y una tasa de giro relativamente alta, con una velocidad de rotación proyectada de 185 km/s. Se estima que la estrella tiene 2,4 veces la masa del Sol y unas 2,7 veces su radio. Irradia 43 veces la luminosidad solar desde su atmósfera exterior a una temperatura efectiva de 10.462 K.